# De sententia ferenda
De sententia ferenda (domme som de bør være) er et latinsk udtryk, som er tilknyttet den juridiske verdens fagterminologi. Udtrykket angiver hvorledes en dommer burde dømme og hvorledes en dommer bør afgrænse sin bedømmelse fra analyser der omhandler det de dømmer.
Udtrykket kan jævnføres med de lege ferenda, der angiver hvorledes gældende ret bør være. Begreberne de sententia ferenda og de lege ferenda er retspolitiske.
Dermed er begreberne de sententia ferenda og de lege ferenda i modsætning til de lege lata. Begrebet de lege lata betegner gældende ret.